# La vedova X
La vedova X è un film del 1955 diretto da Lewis Milestone. È una coproduzione italo-francese tratta dal romanzo La vedova di Susan York.

## Trama
La contessa Diana Gaston, rimasta vedova di recente, incontra Vittorio Serra, nipote di un importante uomo d'affari, e inizia una storia d'amore. 
Lei è convinta di aver trovato il vero compagno della sua vita mentre lui non sa rinunciare alla sua grande passione: le auto da corsa, che provocano numerosi contrasti e litigi con conseguenti rotture e riappacificazioni.
Durante una festa organizzata proprio da Diana, Vittorio conosce la giovane Adriana che subito si innamora di lui e pur di conquistarlo provoca la sua gelosia. In un primo momento il tentativo fallisce ma quando l'uomo scopre che le due donne sono in contatto. 
Nonostante ami ancora la contessa Vittorio chiede ad Adriana di sposarlo, ma lei rifiuta. Quando Diana viene a saperlo ha una reazione violenta e distrugge alcuni oggetti che Vittorio considera dei veri e propri portafortuna.
Adriana in seguito sposa Leonardo Borrelli, amico e compagno di gare automobilistiche di Vittorio. Sconvolto dalla notizia Vittorio dimentica il suo braccialetto portafortuna proprio all'inizio di una gara. Diana ha un presagio di morte e subito dopo viene a sapere che l'uomo è morto in un incidente durante la gara.